# Сик

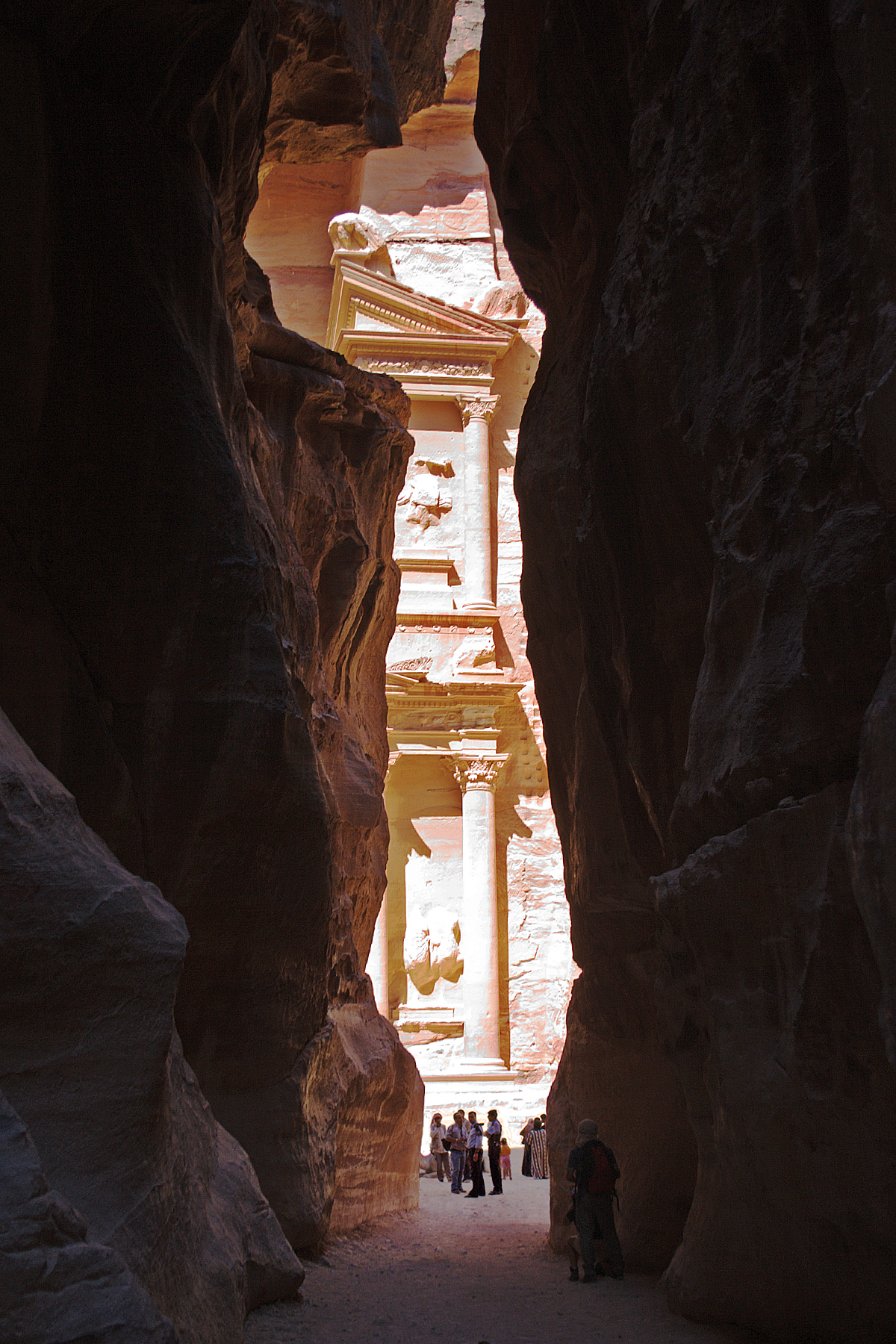
На выходе из каньона Эль-Сик

Сик, также Эль-Сик (араб.السيق , переводится как шахта) — скальная расселина, горный каньон высотой от 91 до 182 метров, протяжённостью более, чем в 4,5 километра в южной части Иордании, представляющая собой местонахождение Петры, скального города Набатейского царства.

## География и история
Каньон является естественным разломом, вызванным тектоническими силами, а также эрозией, вызванной воздействием воды — многотысячелетним воздействием вод горного потока Вади Муса, нёсшего через Эль-Сик в период дождей огромные водные массы, пробившие скалы на значительную глубину и прорывшие в них извилистый узкий проход. Минимальная ширина ущелья составляет 3 метра.
Набатейцы использовали Сик как надёжно защищённые подступы к их вырубленному в скалах городу Петра. Они также отвели русло реки Вади Муса в особый, длиной в 86 метров туннель, чтобы оно более не проходило через скальное ущелье Сик и не мешало жизни города. У входа в ущелье набатейцы возвели арку, от которой до наших дней сохранились лишь отдельные элементы. Созданная в виде крепостного укрепления арка с воротами служила для контроля за входом в город и также его защиты. Данная арка была отстроена в I веке н. э.
Вдоль стен ущелья набатейцы проложили водопроводы из терракотовых труб для снабжения Петры питьевой водой. Дно его было, по примеру римских дорог, выложено каменными плитами. С обеих сторон уходящих на большую высоту скал можно увидеть различные декоративные ниши, стелы и отверстия, ведущие во вырубленные в скалах внутренние помещения. В нишах находились, особенно многочисленные в начальный период истории Петры, так называемые «бетили», каменные символы божеств и другие предметы поклонения — так как набатейцы не воздвигали своим богам статуй, ограничиваясь иными визуальными объектами (квадратом, усечённой пирамидой и т. д.). Всё это указывает на особое религиозное значения расщелины Эль-Сик для набатейцев. При раскопках в Петре были найдены многочисленные эти бетили. В конце расщелины находится храм Эль-Хазне. У этого места Сик расширяется и переходит в так называемый «Внешний Сик».
Вдоль Сик есть несколько подземных камер, функция которых еще не выяснена. Возможность того, что это были гробницы, была исключена, но археологам трудно поверить, что это были жилища. Теория, которая имеет наибольшее признание учёных, заключается в том, что в них размещались охранники, защищавшие главный вход — ворота Петры.